# Haploglossa bernhaueri
Haploglossa bernhaueri – gatunek chrząszcza z rodziny kusakowatych i podrodziny rydzenic. Zamieszkuje zachodnią i środkową część Europy.

## Taksonomia
Gatunek ten opisany został po raz pierwszy w 1902 roku przez Maxa Baernhauera pod nazwą Microglossa longicornis. Okazała się ona jednak młodszym homonimem i w 1907 roku Jean Sainte-Claire Deville wprowadził dlań nową nazwę Microglossa bernhaueri.

## Morfologia
Chrząszcz o wydłużonym ciele długości od 3,6 do 4,2 mm. Głowa jest czarniawobrązowa; jej powierzchnia punktowana jest silnie i gęsto, a przestrzenie międzypunktowe są przynajmniej częściowo szagrynowane. Kolor czułków jest czarniawobrązowy z przynajmniej nasadową ⅓ rdzawoczerwoną. Mają one poprzeczne człony środkowe, a człony drugi i trzeci są jednakowych długości. Głaszczki szczękowe budują cztery człony, z których ostatni jest wrzecionowaty i pozbawiony modyfikacji. Wargę dolną cechuje niewykrojony na szczycie języczek. Przedplecze jest o ⅓ szersze niż dłuższe, najszersze pośrodku długości, w zarysie o lekko zaokrąglonych bokach, słabiej niż u H. nidicola zwężone ku przodowi. Ubarwienie ma czarniawobrązowe z rdzawoczerwonymi bokami. Punktowanie przedplecza jest silne i gęste, lżejsze i gęściej rozmieszczone niż u rydzeniczki gniazdowej. Odległości między punktami są zawsze mniejsze niż ich średnice. Przestrzenie międzypunktowe są przynajmniej częściowo szagrynowane. Na pokrywach znajduje się para szerokich, ukośnych przepasek rdzawoczerwonych, wskutek czego czarniawobrązowe tło widoczne jest tylko w okolicy tarczki i w formie dużych plam w kątach tylnych. Punktowanie na pokrywach jest drobniejsze niż na głowie. Kolor odnóży jest rdzawoczerwony. Stopy mają wysmukloną formę. Odwłok ma zasadniczo równoległe brzegi boczne, a jego powierzchnia jest przynajmniej na przedzie gęsto punktowana. Tergity są czarniawobrązowe z rdzawoczerwonymi bokami i tylnymi krawędziami.

## Ekologia i występowanie
Owad znajdowany m.in. wśród zagrzybiałych liści zgromadzonych w dziuplach i próchnowiskach.
Gatunek palearktyczny, europejski, znany z Francji, Niemiec, Austrii, Włoch i Węgier.